# 西布魯克菲爾德 (麻薩諸塞州普查規定居民點)
西布魯克菲爾德（英語：West Brookfield）是位於美國麻薩諸塞州烏斯特縣的一個普查規定居民點。

## 人口
根據2020年美國人口普查的數據，西布魯克菲爾德的面積為4.58平方千米，當中陸地面積為3.27平方千米，而水域面積為1.31平方千米。當地共有人口1375人，而人口密度為每平方千米300.22人。